# Paul Burkhard (Komponist)

Paul Burkhard, 1950er Jahre, Foto: Jack Metzger

Paul Burkhard am Clavichord, 1950er Jahre

Paul Burkhard (rechts) und Rolf Liebermann im Oktober 1951

Paul Burkhard (* 21. Dezember 1911 in Zürich; † 6. September 1977 in Zell) war ein Schweizer Komponist. Er schrieb vornehmlich Oratorien, Musicals und Operetten. Burkhard lebte ab 1960 in Zell im Tösstal, nahe der Stadt Winterthur. Dort schrieb er auch das geistliche Spiel für Kinder und Jugendliche, die Zäller Wiehnacht. Zu seinen grössten Erfolgen zählen der Welthit O mein Papa, das Musical Die kleine Niederdorfoper und das musikalische Lustspiel Der schwarze Hecht. Er gilt als der erfolgreichste und meistgeliebte Komponist der Schweiz.

## Biografie
Paul Burkhard war der Sohn des Glasmalers Johannes Burkhard und der Frieda geb. Saul aus Hannover. Nach dem Besuch des Konservatoriums (Klavier und Komposition) in Zürich begann er seine berufliche Laufbahn als Korrepetitor und Kapellmeister am Stadttheater Bern. 1939 wurde er als Leiter der Musikabteilung ans Schauspielhaus Zürich berufen. Dort komponierte und dirigierte er unter anderem die Musik zur Uraufführung von Bertolt Brechts Mutter Courage und ihre Kinder. Zuletzt war er Leiter des Radio-Orchesters Beromünster.
Burkhards wohl berühmtestes Lied O mein Papa aus dem musikalischen Lustspiel Der schwarze Hecht wurde in 42 Sprachen übersetzt. Zum Klassiker in der Schweiz wurde auch sein schweizerdeutsches Musical Die kleine Niederdorfoper, uraufgeführt 1951 ebenfalls im Schauspielhaus Zürich. Seine übrigen Bühnenwerke, unter ihnen das von Rolf Liebermann für Hamburg beauftragte Ein Stern geht auf aus Jaakob, haben sich nicht im Repertoire der Opernhäuser gehalten.
Ein bekanntes Weihnachtslied von ihm ist «Weihnacht muss leise sein (Unsere Welt wird lauter und lauter)», das sich insbesondere in der Interpretation von René Kollo einer gewissen Beliebtheit erfreut.
1959 zog sich der zeitlebens ledige Burkhard nach Zell zurück, wo ihm seine Schwester Lisa, die dafür ihre Karriere als Sängerin aufgab, bis zu seinem Tode den Haushalt führte und ihn als Kopistin zeitlebens bei seiner Arbeit unterstützte. Fortan schrieb Burkhard kirchliche Werke und religiöse Spiele, darunter das in der Schweiz bis heute beliebte Krippenspiel D Zäller Wiehnacht. 1972 erhielt er den Carl-Heinrich-Ernst-Kunstpreis.

## Ehrungen
- Am 8. September 2011 erschien zu seinem 100. Geburtstag eine Sondermarke zu 100 Rappen der Schweizer Post mit seinem Porträt.
- Anlässlich seines 100. Geburtstags wurde in Zell der Paul-Burkhard-Weg errichtet.

## Werke (Auswahl)
- 1935: Hopsa (Operette in zwei Teilen, Neufassung 1957)
- 1939: Der Schwarze Hecht mit dem Schlager O mein Papa (musikalisches Lustspiel in drei Akten nach einer Komödie von Emil Sautter)
- 1943: Casanova in der Schweiz (komische Oper)
- 1947: Tic-Tac (Operette in drei Akten nach einer Märchennovelle von Guy de Pourtalès)
- 1950: Das Feuerwerk (hochdeutsche Variante von Der schwarze Hecht)
- 1951: Die kleine Niederdorfoper (schweizerdeutsches Musical mit Text der Autoren Walter Lesch, Werner Wollenberger und Max Rüeger)
- 1956: Spiegel, das Kätzchen (musikalische Komödie nach der gleichnamigen Novelle von Gottfried Keller)
- 1957: Die Pariserin (musikalische Komödie, nach einem Schauspiel von Henry Becque, übersetzt von N. O. Scarpi, UA 1957 Zürich)[2]
- 1959: Weihnacht muss leise sein (Unsere Welt wird lauter und lauter)
- 1960: Frank V. – Komödie mit Musik; «Oper einer Privatbank», von Friedrich Dürrenmatt
- 1960: D Zäller Wiehnacht – Krippenspiel (CH: Platin)[3]
- 1964: De Zäller Josef – Die Geschichte von Josef und seinen Brüdern aus dem Alten Testament
- 1965: Noah – Die Geschichte von Noah und der Arche, für Kinder und Jugendliche
- 1965: Bunbury. Komische Oper (Komödie für Sänger in drei Akten). Buch von Hans Weigel nach Oscar Wilde[4]
- 1969: Zäller Glichnis
- 1971: Zäller Oschtere – Auferstehungsspiel
- 1972: Ein Stern geht auf aus Jaakob – musikalisch dramatische Darstellung der Vorgänge um Christi Geburt
- 1973: Freu dich mit uns, Jona – Musical

## Film
- Felice Zenoni: O mein Papa. TV-Dokumentarfilm zum 30. Todestag. Schweiz 2007.[6][7]